# Pallenopsis truncatula
Pallenopsis truncatula är en havsspindelart som beskrevs av Child, C.A. 1992. Pallenopsis truncatula ingår i släktet Pallenopsis och familjen Phoxichilidiidae. Inga underarter finns listade i Catalogue of Life.